# Râul Daia, Hârtibaciu
Râul Daia este un curs de apă, afluent al râului Hârtibaciu. 